# Mont Raoul-Blanchard
Mont Raoul-Blanchard – najwyższy szczyt Gór Laurentyńskich w kanadyjskiej prowincji Quebec (w regionie Capitale-Nationale). Nazwa góry pochodzi od francuskiego geografa Raoula Blancharda, który uważany jest za ojca współczesnej geografii w Quebecu.
Mont Raoul-Blanchard znajduje się na terytorium prywatnym Seminarium Québecu (Séminaire de Québec) i wejście na nią jest niemożliwe bez specjalnego zezwolenia.